# Ascenso MX (Clausura 2015)
Ascenso MX 2014/2015 (Clausura) – 84. edycja rozgrywek drugiego poziomu ligowego w piłce nożnej w Meksyku (38. edycja licząc od wprowadzenia półrocznych sezonów). Rozgrywki odbyły się wiosną; pierwszy mecz rozegrano 9 stycznia, zaś ostatni (finał) 9 maja. Toczone były systemem ligowo pucharowym – najpierw wszystkie czternaście zespołów rywalizowało ze sobą podczas regularnego sezonu, a po jego zakończeniu siedem najlepszych drużyn zakwalifikowało się do fazy play-off (najlepszy zespół rozpoczął ją od półfinału, pozostałe sześć od ćwierćfinału), która wyłoniła zwycięzcę drugiej ligi. 
Rozgrywki Ascenso MX – trzeci raz w historii – wygrał Dorados de Sinaloa, pokonując w dwumeczu finałowym Atlético San Luis. Dzięki temu dostąpił możliwości rozegrania dwumeczu o awans do najwyższej klasy rozgrywkowej (Final de Ascenso) ze zwycięzcą jesiennego sezonu Apertura 2014 – Club Necaxa. Wobec decyzji o powiększeniu ligi od nowego sezonu o dodatkowe zespoły decyzją władz ligi wyjątkowo ostatni zespół tabeli spadkowej (Celaya FC) nie został relegowany do trzeciej ligi. Tytuł króla strzelców sezonu zdobyli Brazylijczyk Leandro Carrijó z Atlético San Luis oraz Panamczyk Roberto Nurse z Dorados de Sinaloa z dziesięcioma golami na koncie.

## Kluby

### Stadiony i lokalizacje
| Klub              | Miasto          | Stan            | Stadion                         | Pojemność | Zdjęcie | Skrót |
| ----------------- | --------------- | --------------- | ------------------------------- | --------- | ------- | ----- |
| Alebrijes         | Oaxaca          | Oaxaca          | Estadio Benito Juárez           | 12 500    |         | ALE   |
| Altamira          | Altamira        | Tamaulipas      | Estadio Altamira                | 13 500    |         | ALT   |
| Atlante           | Cancún          | Quintana Roo    | Estadio Andrés Quintana Roo     | 20 000    |         | ATL   |
| Atlético San Luis | San Luis Potosí | San Luis Potosí | Estadio Alfonso Lastras         | 30 000    |         | ASL   |
| Celaya            | Celaya          | Guanajuato      | Estadio Miguel Aléman           | 32 300    |         | CEL   |
| Correcaminos UAT  | Ciudad Victoria | Tamaulipas      | Estadio Marte R. Gómez          | 18 000    |         | UAT   |
| Dorados           | Culiacán        | Sinaloa         | Estadio Banorte                 | 23 000    |         | DOR   |
| Irapuato          | Irapuato        | Guanajuato      | Estadio Sergio León Chávez      | 30 712    |         | IRA   |
| Lobos BUAP        | Puebla          | Puebla          | Estadio Universitario BUAP      | 21 750    |         | LOB   |
| Mérida            | Mérida          | Jukatan         | Estadio Carlos Iturralde Rivero | 21 054    |         | MER   |
| Mineros           | Zacatecas       | Zacatecas       | Estadio Francisco Villa         | 14 000    |         | MIN   |
| Necaxa            | Aguascalientes  | Aguascalientes  | Estadio Victoria                | 25 494    |         | NEC   |
| Tepic             | Tepic           | Nayarit         | Arena Cora                      | 12 600    |         | TEP   |
| Zacatepec         | Zacatepec       | Morelos         | Estadio Agustín "Coruco" Díaz   | 24 443    |         | ZAC   |

### Trenerzy, kapitanowie, sponsorzy
| Klub              | Trener              | Trener               | Kapitan               | . | Sponsor techniczny | Sponsor na koszulce |
| ----------------- | ------------------- | -------------------- | --------------------- | - | ------------------ | ------------------- |
| Alebrijes         | Ricardo Rayas       | od 15 lipca 2013     | Diego Menghi          | . | Lotto              | brak sponsora       |
| Altamira          | Sergio Orduña       | od 25 lutego 2014    | Javier Malagueño      | . | Lotto              | brak sponsora       |
| Atlante           | Gabriel Pereyra     | od 6 czerwca 2014    | Giancarlo Maldonado   | . | Kappa              | Cancún              |
| Atlético San Luis | Raúl Arias          | od 26 listopada 2014 | Leonel Olmedo         | . | Charly             | Boing               |
| Celaya            | Enrique López Zarza | od 27 grudnia 2014   | John Restrepo         | . | Keuka              | brak sponsora       |
| Correcaminos UAT  | Álex Aguinaga       | od 1 września 2014   | Hugo Sánchez          | . | Atletica           | UAT                 |
| Dorados           | Carlos Bustos       | od 11 listopada 2014 | Alfredo Frausto       | . | Silver Sport       | Caliente            |
| Irapuato          | Roberto Sandoval    | od 26 czerwca 2014   | Armando Navarrete     | . | Keuka              | Nivada              |
| Lobos BUAP        | Ricardo Valiño      | od 8 maja 2014       | Omar Tejeda           | . | Keuka              | Coca-Cola           |
| Mérida            | Juan Carlos Chávez  | od 23 maja 2014      | Aldo Polo             | . | Foursport          | brak sponsora       |
| Mineros           | Pablo Marini        | od 2 czerwca 2014    | Noé Maya              | . | Pirma              | Samsung             |
| Necaxa            | Miguel Fuentes      | od 15 maja 2014      | Víctor Lojero         | . | Umbro              | Búfalo              |
| Tepic             | Mauro Camoranesi    | od 15 grudnia 2014   | brak stałego kapitana | . | Romed              | Nayarit             |
| Zacatepec         | Ignacio Rodríguez   | od 18 maja 2014      | Gabino Velasco        | . | Silver Sport       | Cemento Cruz Azul   |

### Zmiany trenerów
| Klub              | Były trener       | Data odejścia       | Powód odejścia | Nowy trener         | Data zatrudnienia |
| ----------------- | ----------------- | ------------------- | -------------- | ------------------- | ----------------- |
| Przed sezonem     |                   |                     |                |                     |                   |
| Celaya            | Zico              | 9 października 2014 | Zwolnienie     | Enrique López Zarza | 27 grudnia 2014   |
| Dorados           | Eduardo Fentanes  | 11 listopada 2014   | Zwolnienie     | Carlos Bustos       | 11 listopada 2014 |
| Atlético San Luis | Flavio Davino     | 20 listopada 2014   | Zwolnienie     | Raúl Arias          | 26 listopada 2014 |
| Tepic             | Joel Sánchez      | 7 grudnia 2014      | Rezygnacja     | Mauro Camoranesi    | 15 grudnia 2014   |
| W trakcie sezonu  |                   |                     |                |                     |                   |
| Irapuato          | Roberto Sandoval  | 9 lutego 2015       | Zwolnienie     | Jorge Manrique      | 9 lutego 2015     |
| Altamira          | Sergio Orduña     | 10 lutego 2015      | Zwolnienie     | Fernando Palomeque  | 14 lutego 2015    |
| Correcaminos UAT  | Álex Aguinaga     | 16 lutego 2015      | Zwolnienie     | Ricardo Cadena      | 16 lutego 2015    |
| Zacatepec         | Ignacio Rodríguez | 23 lutego 2015      | Zwolnienie     | Joel Sánchez        | 23 lutego 2015    |
| Atlante           | Gabriel Pereyra   | 7 marca 2015        | Rezygnacja     | Wilson Graniolatti  | 9 marca 2015      |

## Regularny sezon

### Tabela
| Lp. | Drużyna           | M  | Z | R | P | Bramki | Bramki | Różn. | Pkt | Uwagi                                  |
| --- | ----------------- | -- | - | - | - | ------ | ------ | ----- | --- | -------------------------------------- |
| 1   | Atlético San Luis | 13 | 8 | 0 | 5 | 20     | 10     | +10   | 24  | Wejście do fazy play-off • półfinał    |
| 2   | Dorados           | 13 | 7 | 2 | 4 | 23     | 15     | +8    | 23  | Wejście do fazy play-off • ćwierćfinał |
| 3   | Lobos BUAP        | 13 | 5 | 7 | 1 | 20     | 11     | +9    | 22  | Wejście do fazy play-off • ćwierćfinał |
| 4   | Mérida            | 13 | 6 | 4 | 3 | 21     | 16     | +5    | 22  | Wejście do fazy play-off • ćwierćfinał |
| 5   | Necaxa            | 13 | 6 | 3 | 4 | 15     | 14     | +1    | 21  | Wejście do fazy play-off • ćwierćfinał |
| 6   | Correcaminos UAT  | 13 | 6 | 2 | 5 | 18     | 15     | +3    | 20  | Wejście do fazy play-off • ćwierćfinał |
| 7   | Alebrijes         | 13 | 6 | 2 | 5 | 18     | 16     | +2    | 20  | Wejście do fazy play-off • ćwierćfinał |
| 8   | Mineros           | 13 | 5 | 3 | 5 | 16     | 19     | −3    | 18  |                                        |
| 9   | Tepic             | 13 | 5 | 3 | 5 | 16     | 19     | −3    | 18  |                                        |
| 10  | Irapuato          | 13 | 4 | 4 | 5 | 12     | 16     | −4    | 16  |                                        |
| 11  | Altamira          | 13 | 4 | 2 | 7 | 11     | 18     | −7    | 14  |                                        |
| 12  | Atlante           | 13 | 4 | 1 | 8 | 12     | 19     | −7    | 13  |                                        |
| 13  | Zacatepec         | 13 | 3 | 3 | 7 | 10     | 13     | −3    | 12  |                                        |
| 14  | Celaya            | 13 | 2 | 4 | 7 | 14     | 25     | −11   | 10  |                                        |

### Miejsca po danych kolejkach
| Drużyna/ Kolejka | 1                 | 2  | 3  | 4  | 5  | 6  | 7  | 8  | 9  | 10 | 11 | 12 | 13 |   |
| ---------------- | ----------------- | -- | -- | -- | -- | -- | -- | -- | -- | -- | -- | -- | -- | - |
| Drużyna/ Kolejka | Atlético San Luis | 6  | 10 | 5  | 6  | 4  | 7  | 4  | 1  | 4  | 2  | 1  | 2  | 1 |
| Dorados          | 14                | 8  | 4  | 3  | 3  | 1  | 2  | 4  | 3  | 4  | 3  | 4  | 2  |   |
| Lobos BUAP       | 10                | 5  | 6  | 8  | 5  | 3  | 3  | 5  | 5  | 5  | 4  | 5  | 3  |   |
| Mérida           | 4                 | 9  | 8  | 10 | 7  | 6  | 7  | 2  | 1  | 1  | 2  | 1  | 4  |   |
| Necaxa           | 2                 | 2  | 2  | 2  | 2  | 4  | 1  | 3  | 2  | 3  | 6  | 3  | 5  |   |
| Correcaminos UAT | 5                 | 3  | 3  | 4  | 8  | 10 | 8  | 10 | 6  | 9  | 7  | 6  | 6  |   |
| Alebrijes        | 11                | 7  | 10 | 7  | 9  | 11 | 9  | 7  | 8  | 8  | 9  | 9  | 7  |   |
| Mineros          | 9                 | 12 | 11 | 11 | 12 | 8  | 10 | 11 | 9  | 12 | 8  | 8  | 8  |   |
| Tepic            | 7                 | 4  | 9  | 5  | 6  | 5  | 5  | 8  | 10 | 6  | 5  | 7  | 9  |   |
| Irapuato         | 1                 | 6  | 7  | 9  | 11 | 9  | 11 | 9  | 11 | 7  | 10 | 10 | 10 |   |
| Altamira         | 13                | 13 | 13 | 13 | 13 | 13 | 13 | 12 | 12 | 11 | 12 | 12 | 11 |   |
| Atlante          | 3                 | 1  | 1  | 1  | 1  | 2  | 6  | 6  | 7  | 10 | 11 | 11 | 12 |   |
| Zacatepec        | 8                 | 11 | 12 | 12 | 10 | 12 | 12 | 13 | 13 | 13 | 13 | 13 | 13 |   |
| Celaya           | 12                | 14 | 14 | 14 | 14 | 14 | 14 | 14 | 14 | 14 | 14 | 14 | 14 |   |

### Wyniki
| - 1. kolejka: 9–10 stycznia - 2. kolejka: 16–18 stycznia - 3. kolejka: 23–24 stycznia - 4. kolejka: 30 stycznia – 1 lutego - 5. kolejka: 6–7 lutego | - 6. kolejka: 13–15 lutego - 7. kolejka: 20–21 lutego - 8. kolejka: 27 lutego – 1 marca - 9. kolejka: 6–7 marca - 10. kolejka: 13–15 marca | - 11. kolejka: 20–22 marca - 12. kolejka: 3–4 kwietnia - 13. kolejka: 10–11 kwietnia |

| Gospodarz \ Gość  | ALE | ALT | ATL | ASL | CEL | UAT | DOR | IRA | LOB | MER | MIN | NEC | TEP | ZAC |
| Alebrijes         |     | 3:1 |     | 1:0 |     | 2:1 |     |     | 1:1 | 2:0 | 1:3 |     |     |     |
| Altamira          |     |     | 0:1 |     | 2:1 |     | 2:1 | 1:1 |     |     |     | 2:0 | 0:1 | 1:0 |
| Atlante           | 2:0 |     |     |     | 3:3 |     | 2:0 |     |     | 0:1 |     | 0:1 |     | 0:3 |
| Atlético San Luis |     | 3:1 | 3:0 |     |     | 0:1 |     | 1:0 | 1:0 |     | 4:0 |     |     |     |
| Celaya            | 1:1 |     |     | 1:0 |     |     | 1:4 |     |     | 1:1 |     | 1:3 |     | 3:1 |
| Correcaminos UAT  |     | 2:0 | 2:1 |     | 1:1 |     |     | 3:0 | 0:1 |     |     |     | 1:0 | 0:0 |
| Dorados           | 2:1 |     |     | 3:1 |     | 3:1 |     |     | 1:1 | 2:1 | 3:0 |     | 3:1 |     |
| Irapuato          | 3:1 |     | 0:2 |     | 1:0 |     | 0:0 |     |     |     |     | 1:0 |     | 1:0 |
| Lobos BUAP        |     | 1:1 | 2:0 |     | 3:0 |     |     | 2:0 |     |     |     | 4:2 | 2:2 | 0:0 |
| Mérida            |     | 2:0 |     | 2:1 |     | 2:1 |     | 4:4 | 2:2 |     | 3:0 |     |     |     |
| Mineros           |     | 2:0 | 2:0 |     | 2:0 | 3:4 |     | 0:0 | 1:1 |     |     |     | 2:0 |     |
| Necaxa            | 2:1 |     |     | 0:1 |     | 2:1 | 2:1 |     |     | 0:0 | 1:1 |     | 0:0 |     |
| Tepic             | 0:3 |     | 2:1 | 1:2 | 3:1 |     |     | 2:1 |     | 3:2 |     |     |     |     |
| Zacatepec         | 0:1 |     |     | 0:3 |     |     | 2:0 |     |     | 0:1 | 2:0 | 1:2 | 1:1 |     |

Źródło: Ascenso MX
Objaśnienia:
1Drużyna gospodarzy jest wymieniona po lewej stronie tabeli.
Kolory: zielony – zwycięstwo gospodarzy, żółty – remis, różowy – zwycięstwo gości.

### Tabela spadkowa
| Lp | Drużyna           | Pkt A12 | Pkt C13 | Pkt A13 | Pkt C14 | Pkt A14 | Pkt C15 | . | M  | Pkt | Średnia | Uwagi |
| -- | ----------------- | ------- | ------- | ------- | ------- | ------- | ------- | - | -- | --- | ------- | ----- |
| 1  | Tepic             | –       | –       | –       | –       | 27      | 18      | . | 26 | 45  | 1.7307  |       |
| 2  | Necaxa            | 31      | 21      | 25      | 22      | 21      | 21      | . | 82 | 141 | 1.7195  |       |
| 3  | Correcaminos UAT  | 18      | 26      | 22      | 29      | 24      | 20      | . | 82 | 139 | 1.6951  |       |
| 4  | Lobos BUAP        | 23      | 25      | 17      | 19      | 20      | 22      | . | 82 | 126 | 1.5365  |       |
| 5  | Mineros           | 23      | 19      | 16      | 24      | 25      | 18      | . | 82 | 125 | 1.5243  |       |
| 6  | Alebrijes         | –       | –       | 25      | 21      | 15      | 20      | . | 54 | 81  | 1.5000  |       |
| 7  | Atlético San Luis | 14      | 25      | 22      | 15      | 17      | 24      | . | 82 | 117 | 1.4268  |       |
| 8  | Dorados           | 22      | 19      | 18      | 19      | 14      | 23      | . | 82 | 115 | 1.4024  |       |
| 9  | Mérida            | 23      | 13      | 23      | 18      | 9       | 22      | . | 82 | 108 | 1.3170  |       |
| 10 | Atlante           | –       | –       | –       | –       | 21      | 13      | . | 26 | 34  | 1.3076  |       |
| 11 | Altamira          | 14      | 18      | 18      | 12      | 21      | 14      | . | 82 | 97  | 1.1829  |       |
| 12 | Zacatepec         | 17      | 12      | 17      | 18      | 18      | 12      | . | 82 | 94  | 1.1463  |       |
| 13 | Irapuato          | –       | –       | 13      | 15      | 12      | 16      | . | 54 | 56  | 1.0370  |       |
| 14 | Celaya            | 16      | 20      | 14      | 14      | 6       | 10      | . | 82 | 80  | 0.9756  | [ b ] |

Źródło: Ascenso MX (hiszp.)

## Faza play-off

### Drabinka
|  | Ćwierćfinały | Ćwierćfinały     | Ćwierćfinały | Ćwierćfinały | Ćwierćfinały |  |  | Półfinały | Półfinały         | Półfinały | Półfinały | Półfinały |  |  | Finał | Finał             | Finał | Finał | Finał |
|  |              |                  |              |              |              |  |  |           |                   |           |           |           |  |  |       |                   |       |       |       |
|  | 3            | Lobos BUAP       | 2            | 0            | 2            |  |  |           |                   |           |           |           |  |  |       |                   |       |       |       |
|  | 6            | Correcaminos UAT | 1            | 2            | 3            |  |  |           |                   |           |           |           |  |  |       |                   |       |       |       |
|  |              |                  |              |              |              |  |  | 1         | Atlético San Luis | 0         | 2         | 2         |  |  |       |                   |       |       |       |
|  |              |                  |              |              |              |  |  |           | Correcaminos UAT  | 2         | 0         | 2         |  |  |       |                   |       |       |       |
|  |              |                  |              |              |              |  |  |           |                   |           |           |           |  |  |       |                   |       |       |       |
|  |              |                  |              |              |              |  |  |           |                   |           |           |           |  |  |       | Atlético San Luis | 0     | 1     | 1     |
|  | 2            | Dorados          | 0            | 3            | 3            |  |  |           |                   |           |           |           |  |  |       | Dorados           | 3     | 0     | 3     |
|  | 7            | Alebrijes        | 0            | 1            | 1            |  |  |           |                   |           |           |           |  |  |       |                   |       |       |       |
|  |              |                  |              |              |              |  |  |           | Dorados           | 2         | 2         | 4         |  |  |       |                   |       |       |       |
|  |              |                  |              |              |              |  |  |           | Necaxa            | 1         | 1         | 2         |  |  |       |                   |       |       |       |
|  | 4            | Mérida           | 1            | 1            | 2            |  |  |           |                   |           |           |           |  |  |       |                   |       |       |       |
|  | 5            | Necaxa           | 1            | 3            | 4            |  |  |           |                   |           |           |           |  |  |       |                   |       |       |       |

### Ćwierćfinały
| 16 kwietnia 2015 | Correcaminos UAT | 1:2   | Lobos BUAP              |                                                                                      |
| 21:00            | Orozco 56'       | (0:0) | 47' Morales · 66' Borja | Estadio Marte R. Gómez Ciudad Victoria, Tamaulipas Sędzia: Jonathan Hernández Juárez |

| 19 kwietnia 2015 | Lobos BUAP | 0:2   | Correcaminos UAT       |                                                                      |
| 17:00            |            | (0:2) | 8' Alvarado · 26' Tatá | Estadio Universitario BUAP Puebla, Puebla Sędzia: Ángel Monroy Bello |

| 16 kwietnia 2015 | Alebrijes   | 0:0   | Dorados |                                                                       |
| 19:00            |             | (0:0) |         | Estadio Benito Juárez Oaxaca, Oaxaca Sędzia: Adonai Escobedo González |
| 19:00            | 61' Frausto | (0:0) |         | Estadio Benito Juárez Oaxaca, Oaxaca Sędzia: Adonai Escobedo González |

| 19 kwietnia 2015 | Dorados           | 3:1   | Alebrijes   |                                                                    |
| 20:00            | Nurse 7', 9', 72' | (2:0) | 51' Santoya | Estadio Banorte Culiacán, Sinaloa Sędzia: Fernando Hernández Gómez |

| 15 kwietnia 2015 | Necaxa      | 1:1   | Mérida     |                                                                              |
| 19:30            | Padilla 47' | (0:1) | 35' Suárez | Estadio Victoria Aguascalientes, Aguascalientes Sędzia: Diego Montaño Robles |

| 18 kwietnia 2015 | Mérida   | 1:3   | Necaxa                      |                                                                                  |
| 19:00            | Polo 45' | (1:2) | 32', 76' Rojas · 38' Lojero | Estadio Carlos Iturralde Rivero Mérida, Jukatan Sędzia: Marco Antonio Ortiz Nava |

### Półfinały
| 22 kwietnia 2015 | Correcaminos UAT         | 2:0   | Atlético San Luis |                                                                                     |
| 21:00            | Berber 67' · Saucedo 85' | (0:0) |                   | Estadio Marte R. Gómez Ciudad Victoria, Tamaulipas Sędzia: Adonai Escobedo González |

| 25 kwietnia 2015 | Atlético San Luis       | 2:0   | Correcaminos UAT |                                                                                           |
| 19:00            | Carrijó 8' · Pineda 68' | (1:0) |                  | Estadio Alfonso Lastras San Luis Potosí, San Luis Potosí Sędzia: Fernando Hernández Gómez |

| 23 kwietnia 2015 | Necaxa       | 1:2   | Dorados         |                                                                            |
| 19:30            | Gorocito 84' | (0:2) | 26', 28' Prieto | Estadio Victoria Aguascalientes, Aguascalientes Sędzia: Ángel Monroy Bello |

| 26 kwietnia 2015 | Dorados                | 2:1   | Necaxa      |                                                                    |
| 20:00            | Nurse 85' · Angulo 90' | (0:1) | 18' Isijara | Estadio Banorte Culiacán, Sinaloa Sędzia: Marco Antonio Ortiz Nava |

### Finał
| 2 maja 2015 | Dorados                                    | 3:0   | Atlético San Luis |                                                                    |
| 20:00       | Enríquez 45' · Mejía 53' (k.) · Prieto 74' | (1:0) |                   | Estadio Banorte Culiacán, Sinaloa Sędzia: Marco Antonio Ortiz Nava |
| 20:00       | 51' Esqueda                                | (1:0) |                   | Estadio Banorte Culiacán, Sinaloa Sędzia: Marco Antonio Ortiz Nava |

| 9 maja 2015 | Atlético San Luis | 1:0   | Dorados |                                                                                           |
| 19:00       | González 62'      | (0:0) |         | Estadio Alfonso Lastras San Luis Potosí, San Luis Potosí Sędzia: Fernando Hernández Gómez |

Skład zwycięzcy:
- Bramkarze: Alfredo Frausto (18/–18), Jesús Dautt (2/–1)
- Obrońcy: Alejandro Molina (19/1), Uriel Álvarez (19/0), Jonathan Lacerda (17/0), Joshua Abrego (5/0), David Stringel (4/0), Luis Trujillo (3/0), Leonardo Bedolla (1/0)
- Pomocnicy: Carlos Pinto (19/0), Jesús Gómez, (17/1), Diego Mejía (16/3), Segundo Castillo (16/1), Lorenzo Ramírez (10/1), Esteban Rodríguez (10/0), Adolfo Domínguez (8/0), Guillermo Rojas (7/1), Christian López (5/0), Héctor Velázquez (2/0), José Antonio Rosas (2/0)
- Napastnicy: Rodrigo Prieto (19/7), Vinicio Angulo (18/2), Roberto Nurse (17/14), Raúl Enríquez (12/2)
- Trener: Carlos Bustos, asystenci: José Albornoz, Héctor Islas

W nawiasie podano (mecze/gole), zaś w przypadku bramkarzy (mecze/przepuszczone gole).

## Statystyki

### Najlepsi strzelcy
| Lp            | Zawodnik            | Klub              | Gole |
| ------------- | ------------------- | ----------------- | ---- |
| 1             | Leandro Carrijó     | Atlético San Luis | 10   |
| 1             | Roberto Nurse       | Dorados           | 10   |
| 3             | Juan Cuevas         | Mineros           | 8    |
| 4             | Patricio Barroche   | Celaya            | 6    |
| 4             | Danny Santoya       | Alebrijes         | 6    |
| 6             | Juan Manuel Cavallo | Irapuato          | 5    |
| 6             | Cristian Borja      | Lobos BUAP        | 5    |
| 6             | Rafael Murguía      | Celaya            | 5    |
| 6             | Juan Pablo Vigón    | Atlético San Luis | 5    |
| 6 zawodników  | 6 zawodników        | 6 zawodników      | 4    |
| 13 zawodników | 13 zawodników       | 13 zawodników     | 3    |
| 24 zawodników | 24 zawodników       | 24 zawodników     | 2    |
| 44 zawodników | 44 zawodników       | 44 zawodników     | 1    |

Źródło: Ascenso MX (hiszp.)

### Hat-tricki
| Lp | Zawodnik (klub)                | Spotkanie                  | Wynik | Gole            | Kolejka    | Data             |
| -- | ------------------------------ | -------------------------- | ----- | --------------- | ---------- | ---------------- |
| 1. | Juan Manuel Cavallo (Irapuato) | Mérida – Irapuato          | 4:4   | Gol · Gol · Gol | 3.         | 23 stycznia 2015 |
| 2. | Roberto Nurse (Dorados)        | Celaya – Dorados           | 1:4   | Gol · Gol · Gol | 3.         | 24 stycznia 2015 |
| 3. | Roberto Nurse (Dorados)        | Dorados – Correcaminos UAT | 3:1   | Gol · Gol · Gol | 6.         | 14 lutego 2015   |
| 4. | Rafael Murguía (Celaya)        | Celaya – Zacatepec         | 3:1   | Gol · Gol · Gol | 12.        | 4 kwietnia 2015  |
| 5. | Roberto Nurse (Dorados)        | Dorados – Alebrijes        | 3:1   | Gol · Gol · Gol | 1/4 finału | 19 kwietnia 2015 |